# Tommy Godfrey
Thomas Frederick Godfrey (* 20. Juni 1916 in Lambeth, London; † 24. Juni 1984 in London) war ein englischer Komiker und Schauspieler.
Godfrey begann seine Karriere als Stepptänzer in einem Varieté. Anschließend arbeitete er als Solokomiker und Pantomime.

## Filmographie (Auswahl)
- 1949: Blockade in London (Passport to Pimlico)
- 1955: The Flaw
- 1961: New Scotland Yard
- 1961: The Missing Note
- 1963: Mit Schirm, Charme und Melone
- 1964: Hide and Seek
- 1966: The Christmas Tree
- 1968: Auch Arbeit kann von Übel sein (Work Is a Four-Letter Word)
- 1968: If …
- 1969: Till Death Us Do Part
- 1969: Mein Freund, der Otter (Ring of Bright Water)
- 1969: The Best House in London
- 1970: A Severed Head
- 1970: Nichts als Ärger im Depot (On the Buses)
- 1970: Simon, Simon
- 1972: Straight On till Morning
- 1972: Schütze dieses Haus (Bless This House)
- 1973: The Love Ban
- 1973: In der Schlinge des Teufels (The Vault of Horror)
- 1973: Love Thy Neighbour
- 1974: Die Tür ins Jenseits (From Beyond the Grave)
- 1975: Sherlock Holmes’ cleverer Bruder (The Adventure of Sherlock Holmes’ Smarter Brother)
- 1977: Come Play with Me
- 1979: Maggie and Her
- 1981: Die große Muppet-Sause (The Great Muppet Caper)
- 1984: Chance in a Million